# Clement Freud
Clement Raphael Freud (24 de abril de 1924 - 15 de abril de 2009) fue un locutor, escritor, político y chef inglés.

## Vida personal
Freud nació en Berlín, hijo del arquitecto Ernst Ludwig Freud, y Lucie Brasch, ambos de origen judío. Fue nieto del creador del psicoanálisis Sigmund Freud y hermano del artista Lucian Freud. Su familia huyó a Inglaterra de la Alemania nazi, y su nombre se "anglicanizó" del original Clemens. Pasó su infancia más tardía en Hampstead donde asistió a la escuela preparatoria privada The Hall. También asistió al internado Dartington Hall, y al St Paul's School, un colegio privado de Londres.
Durante la Segunda Guerra Mundial Freud se unió al Royal Ulster Rifles y sirvió a las tropas. Participó como asesor de Bernard Law Montgomery. Trabajó en los Juicios de Núremberg y en 1947 fue nombrado como oficial. Se casó con June Flewett (quien sirvió de inspiración para el personaje de Lucy Pevensie en la serie de libros para niños de C. S. Lewis Las crónicas de Narnia) en 1950, y tuvieron 5 hijos. June Flewett tomó el nombre artístico de  Jill Raymons en 1944, y desde el título de caballero de su esposo ha sido Lady Freud.

## Carrera

### Carrera temprana
Freud fue uno de los primeros chef de televisión británico, que trabajó en el Hotel Dorchester, y abrió su propio restaurant en Sloane Square a una edad relativamente temprana. También, ha tenido varias columnas en revistas y diarios, y más tarde fue una cara familiar en televisión por su aparición en una serie de comerciales de comida para perros (al principio para Minced Morsels, luego para Chunky Meat) el que coprotagonizó junto a un sabueso llamado Henry (hecho por muchos perros). En 1968 escribió el libro infantil, Grimble. Seis años más tarde escribió la secuela: Grimble at Christmas.
Mientras manejaba un club nocturno conoció a un editor de un diario que le dio trabajó como periodista deportivo. Desde ahí se convirtió en ganador como escritor de comidas y bebidas.

### Carrera política
Antes de la política, Freud extrañó (dados su historial y ancestros) una ocupación distinguida por el que pudo haber sido aclamado, en vez de sólo ser "el hombre de la tele"; su oportunidad llegó 1973 con las elecciones parlamentarias de la Isla de Ely, el cual ganó. Fue Miembro del Parlamento del Partido Liberal de Inglaterra por esa circunscipción (luego Cambridgeshire Noreste)  desde 1973 a 1987. En su elección, fue reconocido como el primer Miembro del Parlamento Liberal Judío por décadas (aunque ya había adoptado la religión anglicana desde su matrimonio).). Su salida del Parlamento estuvo marcada por el reconocimiento de su título de caballero (knighthood).
Su autobiografía, Yo Freud (Freud Ego), recuerda su triunfo en las elecciones, y poco después, cuando su esposa June le preguntó "¿por qué no te ves más feliz?", él escribió: "de repente me ocurrió que luego de nueve años de fama, tenía algo sólido por lo que ser famoso...y alegrarme hasta el fin"
Durante su período como Miembro del Parlamento, visitó China con una delegación de otros Miembros del Parlamento, incluyendo a Winston S. Churchill, nieto del líder en tiempos de guerra, estadista, historiador, escritor y orador británico del mismo nombre, Winston Churchill. Cuando a Churchill le fue dada la mejor habitación en el hotel, en cuenta de su linaje, Freud (en referencia a su propio antepasado famoso) declaró que fue la primera vez en su vida que ha sido "out-grandfathered".

### Radio, música, academia
Para muchos, Freud fue más conocido como panelista del show del larga duración Just a Minute de Radio 4, en el que su rostro sin expresión fue popular con la audiencia. En una edición durante su turno para hablar dijo: "No hay muchas dudas pero estamos en un periodo de gran inflacción. Como el agricultor me dijo el otro día, 'Las manzanas están subiendo', a lo que respondí, 'Esto será tan grave como el soplo de Isaac Newton.' Participó en el primer episodio de Just a Minute en 1967 y estuvo en todos los episodios hasta su muerte. Freud fue conocido por ser ferozmente competitivo. El compañero participante Paul Merton recuerda, "La manera de jugar de Clement era para ganar: eso era lo que le preocupaba."
Freud realizó un pequeño monólogo en el álbum Band on the Run del grupo Wings y apareció en la portada del álbum.
En 1974, fue elegido como rector de la Universidad de Dundee y sirvió dos periodos de tres años.
Una generación después, el 2002, fue elegido Rector de la Universidad de San Andrews, derrotando a la feminista y académica Germaine Greer y al participante local Barry Joss, manteniendo su puesto por un período.

## Familia y hobbies
Su hijo Matthew Freud estuvo casado con Caroline Hutton, quien fue la segunda esposa Earl Spencer; luego estuvo casado con la hija del magnate Rupert Murdoch, Elisabeth. La hija de Sir Clement Freud, Emma Freud, una locutora, es la pareja de Richard Curtis, guionista de Cuatro bodas y un funeral. Sus sobrinas (de su hermano pintor Lucian Freud) son la diseñadora de moda Bella Freud y escritora Esther Freud. Su hermano, Stephen Freud, ha guardado cuidadosamente su privacidad, con la excepción de una entrevista dada al The Daily Telegraph. La familia de Freud vive en Walberswick en Suffolk.
Freud fue un aficionado a las carreras de caballos, y fue columnista para el diario Racing Post. En su columna de 23 de agosto de 2006, escribió sobre su elección al Parlamento en la elección parcial: "Políticamente, fui un anti-conservador incapaz de unirse al partido laborista en la nacionalización de todo lo que se movía, entonces cuando la elección parcial ocurrió en Anglia del Este, donde viví y vivo, me mantuve como liberal y fui afortunado en seguirlo siendo".
El entusiasmo de Freud por las carreras de caballos fue tan lejos como para desafiar a Sir Hugh Fraser, 2nd Baronet, luego presidente de Harrods, para cabalgar en Haydock en 1972. Freud entrenó por tres meses y perdió cinco piedras por el evento. Aunque Fraser, un caballero del campo, se veía con una mayor ventaja, los dos hicieron una apuesta por £1,000. Freud usó extrañezas para su ventaja, sin embargo, y astutamente puso una gran cantidad de dinero por sí mismo. Freud ganó la carrera y acumuló una gran ganancia. Su caballo, Winter Fair, pasó a ganar la carrera de Waterloo en Aintree ese mismo año.
Freud también escribió artículos de revisión de instalaciones para los espectadores de cursos de carrera en Inglaterra, especialmente servicios de comida. Esto lo hizo conocido con el nombre de "Sir Clement Food".
Freud murió en su casa el 15 de abril de 2009, a los 84 años. Le sobreviven su esposa, sus cinco hijos, sus 17 nietos y sus 2 hermanos mayores, Stephen y Lucian.

## Libros sobré él
- Crewe, Daniel. "One of Nature’s Liberals: the career of Sir Clement Freud, artist, journalist, chef, bon-viveur – and Liberal MP, 1973-87" in Journal of Liberal History, Issue 43, Summer 2004.